# Ghost Machine
Ghost Machine jest pięcioosobową grupą muzyczną pochodzącą ze Stanów Zjednoczonych. Ich muzyka łączy w sobie elementy takich gatunków jak industrial metal, rocka progresywnego, oraz rocka awangardowego. Zespół jest także znany z tego, że posiada dwóch członków z zespołu Motograter, wokalistę Ivana Moody`ego (Ghost) i perkusistę Chrisa „Crispy” Binnsa, oraz kilku członków z The Clay People.

## Historia
Podczas występu zespołu Ivana, Motograter (grającego wcześniej dla wytwórni Elektra Records) w XM Radio, John zainspirował się wokalem Ivana. Był on producentem XM Radio, i pomyślał, że materiał, który napisał dla poprzedniego projektu mógłby pasować do współpracy z Ivanem. Z tej znajomości powstał Ghost Machine.
Po kilku sesjach nagraniowych, perkusista Chris Binns z Motograter został przyjęty razem z keyboardzistą/programistą Brettem Davisem oraz basistą Mikiem McLaughlinem.
Grupa opublikowała swój pierwszy album „Ghost Machine” 26 lipca 2005 przez ich własną wytwórnię Black Blood Records. Album został zaprojektowany i współwyprodukowany przez Pete'a Murraya.
21 grudnia 2005 roku zespół zagrał z niezależną wytwórnią, Corporate Punishment Records.
Drugi album grupy „Hypersensitive” został opublikowany 21 listopada 2006. Płyta zawiera utwory, które nie były jeszcze publikowane przez zespół.
Piosenka „Siesta Loca” została umieszczona na ścieżce dźwiękowej filmu Piła III.

## Członkowie

### Aktualni
- Ivan „Ghost” Moody- wokalista
- John Stevens - gitarzysta, programista
- Stitch - basista
- Chris „Chrispy” Binns - perkusista
- Brett „Wingnut” Davis - elektronika, keyboardzista, programista

### Byli
- Mike „Mikey” McLaughlin - basista

## Dyskografia
- Ghost Machine (2005 Black Blood)
- Hypersensitive (2006 Corporate Punishment)